# Victor Francen

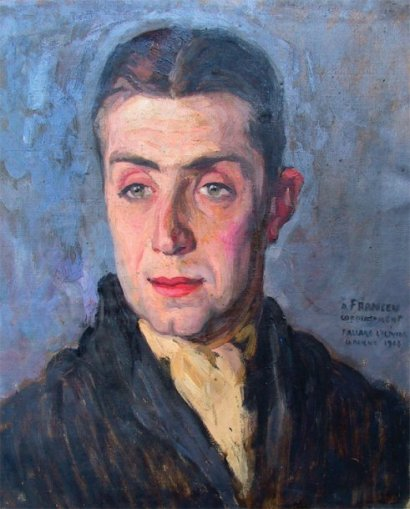
Victor Francen.

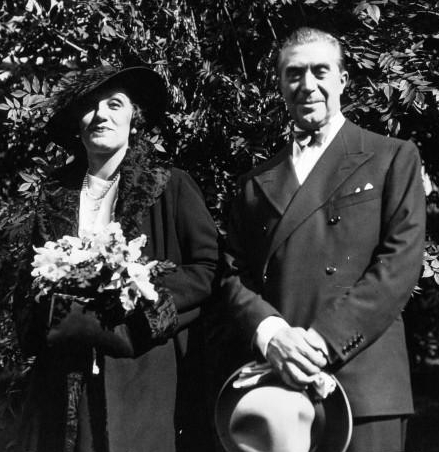
Victor Francen och hans fru.

Victor Francen, ursprungligen Franssens, född 5 augusti 1888 i Tienen, Belgien, död 18 november 1977 i Saint-Cannat, Provence-Alpes-Côte d'Azur, Frankrike, var en fransk skådespelare. Francen började sin filmkarriär i Frankrike 1921. På 1930-talet gjorde han flera huvudroller i fransk film. Under 1940-talet arbetade han i Hollywood och gjorde där biroller i ett flertal storfilmer. Han var aktiv in på 1960-talet.
Han medverkade i två Broadway-produktioner.

## Filmografi
- 1933 – Brustna vingar
- 1939 – Det brinner en eld
- 1941 – Natten är så kort...
- 1942 – Manhattan
- 1943 – Madame Curie
- 1944 – I vår tid
- 1944 – Storsvindlaren Dimitrios
- 1944 – På väg mot Marseille
- 1944 – Konspiratörer
- 1945 – Som hemlig agent
- 1946 – Hängivelse
- 1947 – Början eller slutet?
- 1951 – Äventyr i New Orleans
- 1954 – Havets demoner
- 1961 – Fanny